# باسكال تساتي مابيالا
باسكال تساتي مابيالا (بالفرنسية: Pascal Tsaty Mabiala) سياسي كونغولي يشغل منصب الأمين العام للاتحاد الأفريقي للديمقراطية الاجتماعية (UPADS) منذ عام 2006، ورئيس مجموعة البرلمانية للاتحاد الأفريقي للديمقراطية الاجتماعية منذ عام 2007. وقف كمرشح الاتحاد الإفريقي للديمقراطية الاجتماعية  في الانتخابات الرئاسية لعام 2016.